# Kim Won-ho
Dans ce nom coréen, le nom de famille, Kim, précède le nom personnel.
Pour les articles homonymes, voir Kim (nom de famille).
Kim Won-ho (hangeul : 김원호), né le 2 juin 1999 à Suwon, est un joueur sud-coréen de badminton.

## Carrière
En paire avec Jeong Na-eun, il remporte la médaille d'argent en double mixte aux Jeux olympiques d'été de 2024.